# Kuteževo
Kuteževo je naselje v Občini Ilirska Bistrica. 
Nahaja se med vasmi Trpčane, Podgraje in Zabiče na 447 m nadmorske višine. Najvišji hrib v bližnji okolici je Kozlek s 997 m nmn, eno izmed izhodišč pa je tudi Kuteževo.
V kraju stoji osnovna šola.